# Phasia micans
Phasia micans är en tvåvingeart som först beskrevs av Wulp 1883.  Phasia micans ingår i släktet Phasia och familjen parasitflugor. Inga underarter finns listade i Catalogue of Life.